# 安井稔 (英語学者)
安井 稔（やすい みのる、1921年12月20日 - 2016年5月16日）は、日本の英語学者。東北大学名誉教授。

## 略歴
静岡県生まれ。田口家に生まれ安井家へ養子に行く。1944年東京文理科大学英語学英文学卒業。1950年東京高等師範学校教授。1951年東京文理科大学助教授。1952年シカゴ大学大学院に学ぶ。1962年「Consonant patterning in English」で東京教育大学より文学博士の学位を取得。東京教育大学助教授、1963年教授、同年東北大学教授、名誉教授、1963年ミシガン大学大学院に学ぶ。1976年筑波大学教授、1985年定年退官、芦屋大学教授、静岡精華短期大学学長。1997年秋、勲三等旭日中綬章受勲。没後正八位から正四位に進階。
長男は英語学者・筑波大学名誉教授・聖徳大学教授の安井泉。

## 著書
- 『音声と綴字』研究社出版、1955年
- 『英語学研究』研究社出版、1960年
- 『Consonnant Patternng in English』研究社出版、1962年
- 『構造言語学の輪郭』大修館書店、1963年
- 『変形文法の輪郭 構造言語学から変形文法へ』大修館書店、1971年
- 『英語教育の中の英語学』大修館書店、1973年
- 『英語学の世界』大修館書店、1974年
- 『形容詞』研究社出版、1976年
- 『この道を歩く』開拓社、1977年
- 『新しい聞き手の文法』大修館書店、1978年
- 『言外の意味』研究社出版、1978年
- 『素顔の新言語学』研究社出版、1978年
- 『英文法総覧』開拓社、1982年
- 『意味論』大修館書店、1983年
- 『代用表現』研究社出版、1984年
- 『A Shoeter Guide to English Grammar』開拓社、1985年
- 『英語学 - あの本この本』開拓社、1985年
- 『英語学概論』開拓社〈現代の英語学シリーズ〉、1987年
- 『英語学史』開拓社〈現代の英語学シリーズ〉、1988年
- 『英語学と英語教育』開拓社〈現代の英語学シリーズ〉、1988年
- 『英文法を洗う』研究社出版、1989年
- 『小春日和』開拓社、1990年
- 『納得のゆく英文解釈』開拓社、1995年
- 『英語学を考える』開拓社、2001年
- 『仕事場の英語学』開拓社、2004年
- 『新版　言外の意味（上・下）』開拓社、2007年
- 『英語学の見える風景』開拓社、2008年
- Studies on the Language of Pepys’s Diary　開拓社、2009年
- 『「そうだったのか」の言語学 - 生活空間の中の「ことば学」』開拓社、2010年
- 『20世紀新言語学は何をもたらしたか』開拓社、2011年
- 『ことばで考える - ことばがなければものもない』開拓社、2013年
- 『英語とはどんな言語か－より深く英語を知るために』開拓社、2014年

### 共編著
- 『新言語学辞典』（編）、研究社出版、1971年
- 『現代の英文法 7 - 形容詞』（秋山怜・中村捷共著）、研究社出版、1976年
- 『例解現代英文法事典』（編）、大修館書店、1987年
- 『現代英文法辞典』（荒木一雄共編）、三省堂、1992年
- 『コンサイス英文法辞典』（編）、三省堂、1996年
- 『私家版英和辞典 よりよき英和辞典のために』（長谷川ミサ子共著）、開拓社、1997年
- 『英作文要覧』（角谷裕子共著）開拓社、1998年
- 『知っておきたい英語の歴史』（久保田正人共著）、開拓社、2014年
- 『英語クラスターハンドブック：基本単語のつながり用例辞典』（久保田正人共著）、開拓社、2017年

### 翻訳
- ノーム・チョムスキー『文法理論の諸相』研究社出版、1970年
- J.H.フレンド『英語学概論』（安井泉共訳）、金星堂、1972年
- マーク・レスター編著『応用変形文法』（監訳）、大修館書店、1972年
- チョムスキー『生成文法の意味論研究』研究社出版、1976年
- サゼット H.エルジン『言語学とは何か』研究社出版〈現代言語学の基礎シリーズ 〉、1978年
- チョムスキー『形式と解釈』研究社出版、1982年
- ジョージ・L.ディロン『現代英語意味論』研究社出版〈現代言語学の基礎シリーズ 〉、1984年
- チョムスキー『統率・束縛理論』（原口庄輔共訳）、研究社出版、1986年
- チョムスキー『統率・束縛理論の意義と展開』（原口庄輔共訳）、研究社出版、1987年
- S.C.レヴィンソン『英語語用論』（奥田夏子共訳）、研究社出版、1990年
- H.C.ワイルド『英語脚韻の研究 サリーからポープまで』（安井泉共訳）、研究社出版、1992年
- レナート・デクラーク『現代英文法総論』開拓社、1994年

## 記念論文集
- 『現代の英語学』（安井稔博士還暦記念論文集編集委員会編）、開拓社、1981年
- 『現代英語学の歩み』（安井稔博士古稀記念論文集編集委員会編）、開拓社、1991年

## 参考
- 『20世紀新言語学は何をもたらしたか』著者紹介
- 『人事興信録』1995年